# Index Herbariorum
El Índice Herbariorum proporciona un directorio global de herbarios y su personal asociado. Este índice de búsqueda en línea permite a los científicos el acceso rápido a datos relacionados con 3400 lugares donde se encuentran un total de 350 millones de especímenes botánicos, (singular, herbarium; plural, herbaria). Con el tiempo se publicaron seis ediciones del Índice entre 1952 a 1974. Y el Índice estuvo disponible en línea en 1997.
El índice fue publicado originalmente por la Asociación Internacional para la Taxonomía vegetal, el cual patrocinó las primeras seis ediciones (1952–1974); posteriormente el jardín Botánico de Nueva York asumió la responsabilidad para el índice. El Índice proporciona el nombre de la institución de apoyo (a menudo una universidad, jardín botánico, u organización sin fines de lucro.) su ciudad y estado, el Acrónimo, de cada Herbario junto con la información de contacto de los miembros del personal junto con sus especialidades búsquedas de investigación. Y las propiedades importantes de cada colección del Herbario.

## Editores
- La 6.ª edición (1974) fue coeditado por Patricia Kern Holmgren, Directora del Jardín Botánico de Nueva York
- 7.ª edición impresa, ed. Por Patricia Kern Holmgren.
- 8.ª edición impresa, ed. Por Patricia Kern Holmgren.
- Edición en línea, preparado por Noel Holmgren del Jardín Botánico de Nueva York
- 2008+, ed. Por Barbara M. Thiers, Directora del Herbario del Jardín Botánico de Nueva York[1]